# 北海道道966号十勝岳温泉美瑛線
北海道道966号十勝岳温泉美瑛線（ほっかいどうどう966ごう とかちだけおんせんびえいせん）は、北海道空知郡上富良野町と上川郡美瑛町を結ぶ一般道道（北海道道）である。冬期通行止め区間がある。

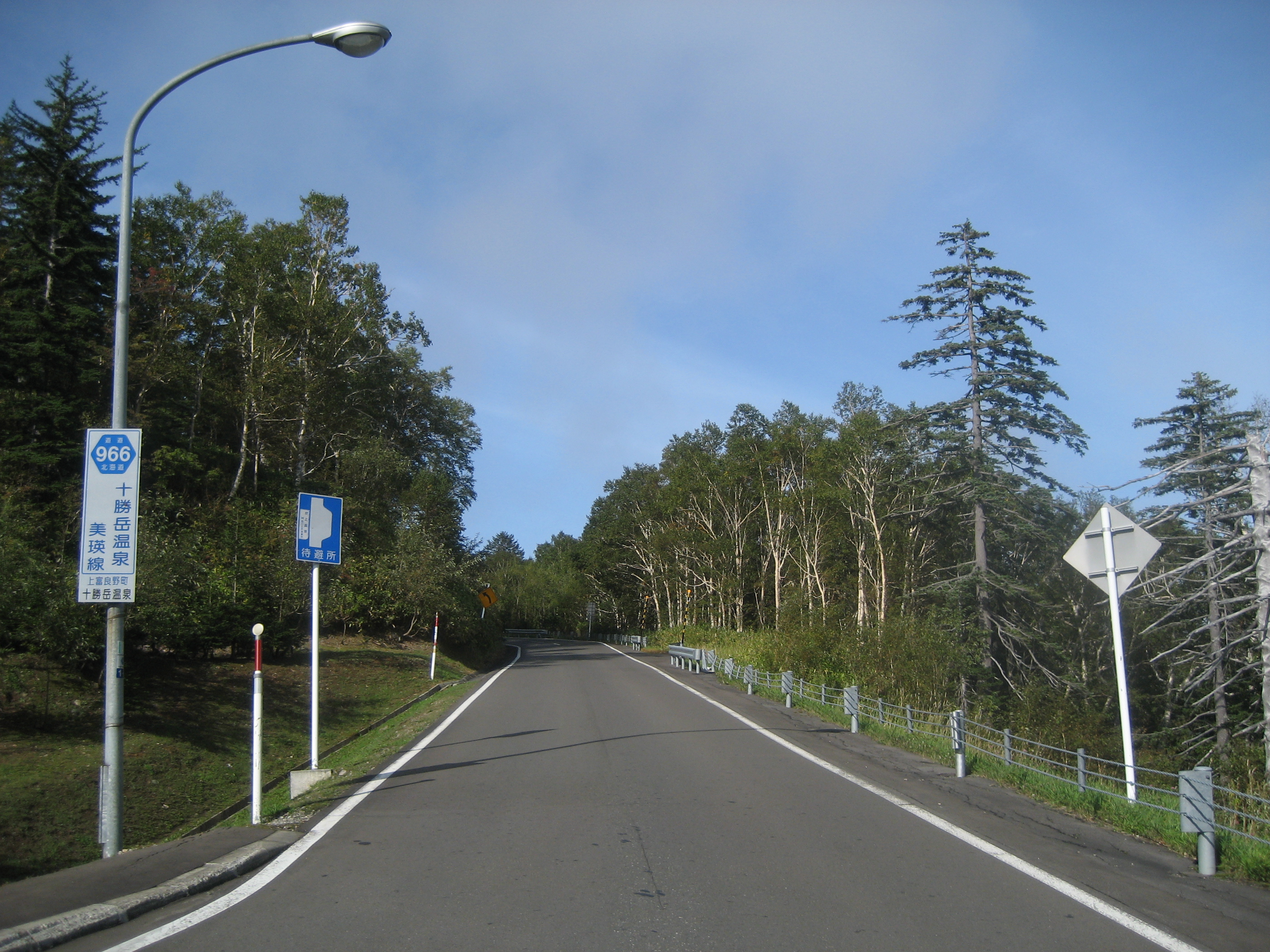
上富良野町十勝岳温泉付近

## 概要

### 路線データ
- 起点：北海道空知郡上富良野町吹上（十勝岳温泉）
- 終点：北海道上川郡美瑛町扇町（国道237号交点）
- 総延長：32.993 km
- 実延長：30.254 km
- 重用延長：2.739 km

### 道路管理者
- 上川総合振興局 旭川建設管理部 富良野出張所
- 上川総合振興局 旭川建設管理部 事業課

## 歴史
- 1979年（昭和54年）4月17日 - 路線認定[1]。

## 路線状況

### 重複区間
- 北海道道291号吹上上富良野線（上富良野町吹上〔起点〕 - 上富良野町吹上）

### 冬期交通規制（通行止め）
- 上富良野町吹上（白銀ゲート） - 上富良野町吹上（望岳台ゲート）
区間延長：3.3 km

### 道路施設

#### 主な橋梁
- 希望橋（130 m、不動滝川、美瑛町字白金）
- 新月橋（76 m、不動滝川、美瑛町字白金）
- 美沢橋（157 m、美瑛川、美瑛町字美沢 - 美瑛町字藤野）

#### 常設型ゲート
- 白銀ゲート（上富良野町吹上）
- 望岳台ゲート（上富良野町吹上）

#### 道の駅
美瑛町
- びえい「白金ビルケ」

## 地理

### 通過する自治体
- 上川総合振興局
  - 空知郡上富良野町
  - 上川郡美瑛町

### 交差する道路
上富良野町
- 北海道道291号吹上上富良野線 - 吹上（起点）（重複）

美瑛町
- 北海道道353号美沢上富良野線 - 字美沢
- 北海道道824号美沢美馬牛線 - 字美沢
- 北海道道213号天人峡美瑛線 - 旭町1丁目
- 北海道道543号上宇莫別美瑛停車場線 - 旭町1丁目
- 国道237号 - 扇町（終点）

### 沿線にある施設など
上富良野町
- 十勝岳温泉
- 吹上温泉
- 十勝岳スキー場

美瑛町
- 白金温泉
- 白ひげの滝
- 青い池
- 美瑛町立美沢小学校
- 美瑛町立美瑛東小学校